# Свети Георги (Зейтинлък)
„Свети Георги“ (на гръцки: Αγίου Γεωργίου, Σέρβικο μνημείο) е православен параклис костница в македонския град Солун, Гърция, разположен в сръбската част на военното гробище от Първата световна война Зейтинлък.

## Описание
Парклисът е разположен на входа на Зейтинлъка, в източния сръбски сектор на гробището. Съхранява костите на 5500 сръбски войници, загинали на Солунския фронт през Първата световна война. Паметникът е украсен от едната страна с мозайка, изобразяваща Свети Георги, а от другата с мозайка с Архангел Михаил. Вътре в параклиса има статуетки, медали, знамена, фотографии, сувенири на близки. Паметникът е важно поклоническо място за сърбите.
На 30 септември 2018 година заупокойна служба пред параклиса отслужват патриарсите Вартоломей I Константинополски и Ириней Сръбски.
- Мозайката със Свети Архангел Михаил и паметната плоча
- Надписът над входа
- Входът към костницата
- Вътрешността на параклиса